# Luca Barbarossa (album)
Luca Barbarossa è il primo album del cantautore Luca Barbarossa, pubblicato nel 1981.

## Il disco
Dopo la partecipazione al Festival di Sanremo 1981 ed il buon risultato di vendita del 45 giri contenente la canzone partecipante alla manifestazione, Roma spogliata/Se il letto mio volasse, la Fonit Cetra pubblica a settembre il primo album di Barbarossa, che viene promosso con la partecipazione della canzone Da stasera alla Mostra Internazionale di Musica Leggera. Il brano viene anche pubblicato su 45 giri contenente anche La vita vista da un aereo, senza riscuotere successo.
L'album, prodotto dall'ex cantante dei The Rokes, Shel Shapiro, viene registrato agli Stone Castle Studios di Carimate, ed il tecnico del suono è Ruggero Penazzo; per Roma spogliata venne invece utilizzata la base del 45 giri (registrata allo Studio Mammuth di Roma) a cui vennero aggiunti il pianoforte suonato da Antonello Venditti, la pedal steel guitar di Roberto Colombo e la voce di Barbarossa (che ricantò la traccia), tutti registrati allo Stone Castle.
Le canzoni sono tutte scritte da Barbarossa, e sono di proprietà delle Edizioni musicali Usignolo. La copertina, curata da Jolanda Lanero, ha sul fronte una fotografia del cantautore accovacciato.
Nella prima ristampa su CD sono state incluse come bonus track Se il letto mio volasse e La strada del sole.

## Tracce
LATO A
1. Con i jeans e gli stivali - 3:10
2. Piazza Navona - 3:43
3. La vita vista da un aereo - 4:01
4. Se potesse parlare la mia chitarra - 3:06
5. Un bicchiere(#1) - 3:49

LATO B
1. Roma spogliata - 3:45
2. Castoro - 4:03
3. Sarà l'età - 4:20
4. Da stasera - 4:46

## Musicisti
Nella camicia interna dell'album i musicisti sono in realtà suddivisi canzone per canzone; per motivi di comodità sono stati qui invece raggruppati insieme
- Luca Barbarossa: voce, chitarra acustica
- Claudio Bazzari: chitarra elettrica, chitarra acustica in Piazza Navona
- Mario Amici: chitarra acustica
- Alessandro Centofanti: pianoforte in Con i jeans e gli stivali, Fender Rhodes in Se potesse parlare la mia chitarra e Sarà l'età; pianoforte e synth in Da stasera
- Shel Shapiro: pianoforte Yamaha in Piazza Navona, Un bicchiere(#1) e Castoro; clavinet e tamburello in Da stasera; Fender Rhodes in Roma spogliata
- Gigi Cappellotto: basso in Con i jeans e gli stivali, Sarà l'età e Da stasera
- Paolo Donnarumma: basso in Piazza Navona, Se potesse parlare la mia chitarra, Un bicchiere(#1) e Castoro
- Piero Montanari: basso in Roma spogliata
- Walter Scebran: batteria
- Andrea Tosi: fisarmonica in Piazza Navona
- Aldo Banfi: synth in Roma spogliata
- Antonello Venditti: pianoforte in Roma spogliata
- Luciano Ciccaglioni: chitarra acustica in Roma spogliata
- Bruno Bergonzi: percussioni in Sarà l'età
- Roberto Colombo: pedal steel guitar in Piazza Navona e Roma spogliata
- Tino Fornai: violino in Roma spogliata
- Claudio Pascoli: flauto in Piazza Navona, sax in La vita vista da un aereo
- Lella Esposito, Naimy Hackett, Marco Ferradini, Silvio Pozzoli: cori